# Vakarine Vallis
La Vakarine Vallis è una struttura geologica della superficie di Venere.